# Portrait de l'artiste (Van Gogh)
Pour les articles homonymes, voir Portrait de l'artiste.
Portrait de l'artiste est un tableau du peintre néerlandais Vincent van Gogh réalisé en septembre 1889.  Cette huile sur toile est un autoportrait. Elle est conservée au musée d'Orsay, à Paris.